# Гуляш
Гуля́ш (угор. gulyás, «ґу́яш») — м'ясна гаряча страва угорського походження.
Зазвичай її готують з телятини чи яловичини. Для цього м'ясо нарізають невеликими шматочками (20–30 г) та тушкують з кришеною цибулею. Під час приготування до страви додають томати чи томатне пюре, лаврове листя, чорний перець, гострий червоний перець, заправляють борошном та меленою солодкою паприкою. Також, в залежності від бажаного рівня гостроти, до страви додається ерош пішта, пікантна паста з перетертого перцю.
До страви як гарнір подають картопляне пюре, відварений рис чи макарони.

## Історія
Угорська назва страви gulyás означає їжа пастухів. Історія цієї страви відома з часів IX століття від кочівників, які населяли територію сучасної Угорщини. У XVII столітті до основних інгредієнтів гуляшу приєднався солодкий перець — паприка, який з тих пір став практично одним з основних компонентів цієї страви. У XIX столітті страва з тушкованого м'яса набула поширення серед міського населення і незабаром стала традиційною в угорській кухні.

## Рецепт
Гуляш зі свинини

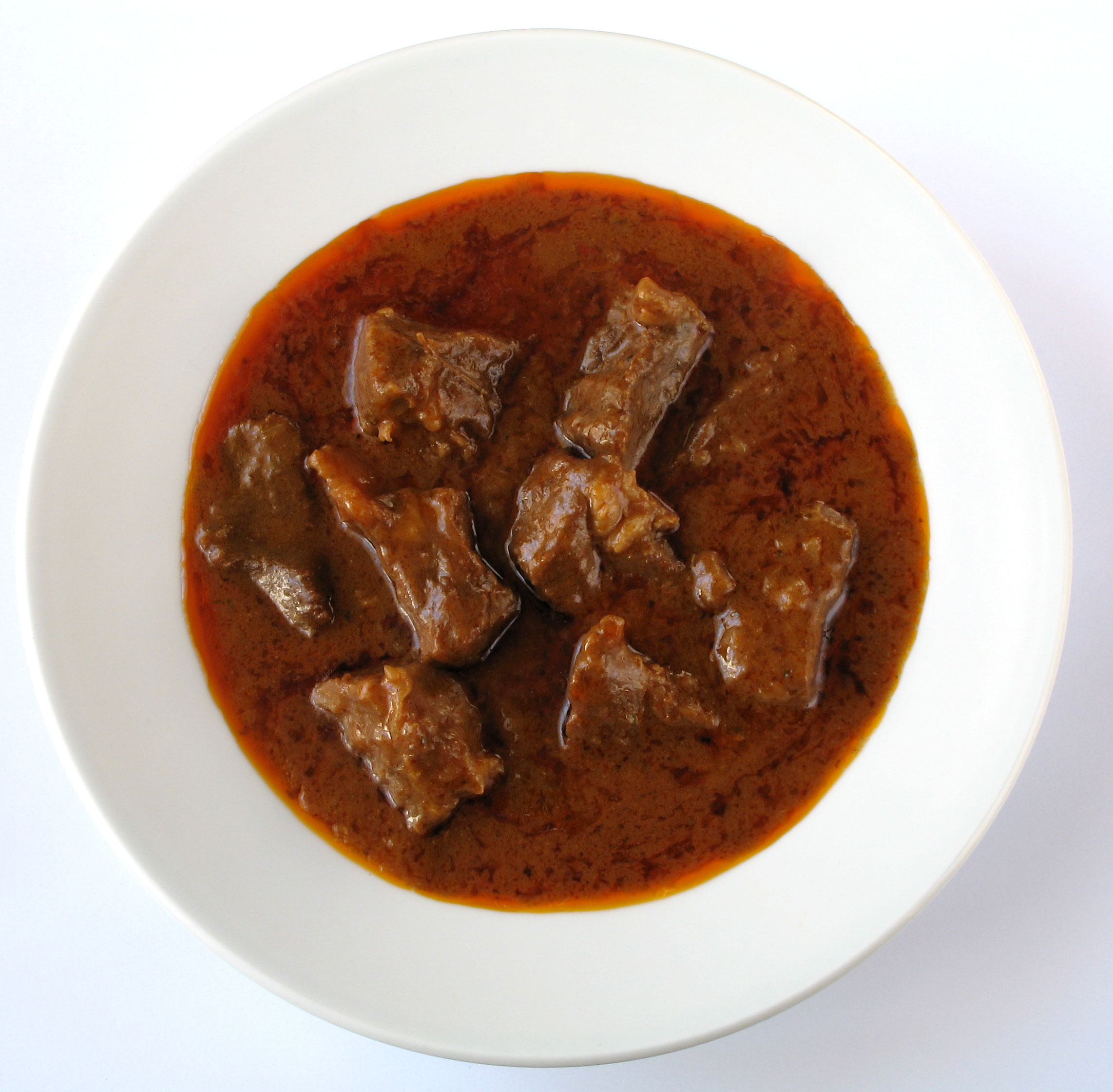
Гуляш

М'якіть свинини (не дуже жирної, відокремленої від жилок) нарізати шматочками по 20–25 г, обсмажити на рослинній олії (іноді смальці) 5 хвилин. Додати дрібно кришену цибулю та смажити ще 5–7 хвилин, постійно помішуючи. Посипати запражкою з пшеничного борошна (1 ст. ложка), ретельно перемішати, аби не утворились грудочки. Після цього влити води, бажано м'ясного бульйону, додати томатне пюре або томатну пасту, влити столового білого вина, солі, перцю, червоного та духмяного, лавровий листок, накрити кришкою та тушкувати до готовності м'яса (близько 1–1,5 години).
На додаток готують кашу, рисову чи гречану, картопляне пюре, вермішель тощо. При подачі у тарілку кладуть гарнір, а поруч з ним м'ясо, обов'язково посипають зеленню петрушки чи кропу.
Свинина 500 г, олія (смалець), томатне пюре або паста (2–3 ст. ложки), вино (1–2 ст. ложки), гарнір, лаврове листя, перець горошком, зелень.